# Charoen Pokphand Foods
Charoen Pokphand Foods Public Company Limited (thai: บริษัท เจริญโภคภัณฑ์อาหาร จำกัด (มหาชน)) er et thailandsk agroindustri- og fødevareselskab. Selskabet er et datterselskab til Charoen Pokphand. De producerer foder, rejer, kylling, æg og svinekød.
64 % af virksomhedens omsætning kommer fra udenlandske datterselskaber, 30 % fra Thailand og 6 % fra eksport. De har 126.000 ansatte.